# Gaute
Gaute war ein Volumen- und Getreidemaß im Norden Afrikas. 
- 1 Gaute = 115 Liter[1] (etwa 2 Dresdner Scheffel[2])
- 30 Gaute = 1 Last[3]